# Metroon (Olympia)

Plan des Heiligtums von Olympia; das Metroon trägt die Nr. 7.

Das Metroon war ein antikes griechisches Heiligtum, der kleinste Tempel in Olympia. Er war laut Pausanias der Mutter der Götter (μήτηρ θεῶν) geweiht. Der dorische Tempel mit 6 auf 11 Säulen, Pronaos und Opisthodom stand nördlich des Zeusheiligtums, südlich der Schatzhausterrasse und östlich des Heratempels.

## Geschichte
Welche Gottheit mit der μήτηρ θεῶν gemeint ist, ist umstritten. In Frage kommen Rhea und Kybele oder auch eine Verschmelzung dieser beiden Figuren. Der kleinasiatische Kult der Kybele wurde im 5. vorchristlichen Jahrhundert in ganz Griechenland populär, was auch zu einer Wiederbelebung des Demeterkultes führte, der orgiastischer und mysterienhafter Natur war. Möglicherweise wurde er auch in Olympia gepflegt, was dann zum Bau des Tempels geführt haben könnte, der aber eher bescheidene Maße hatte. Während der römischen Kaiserzeit wurde der Tempel umgewidmet und Augustus geweiht.

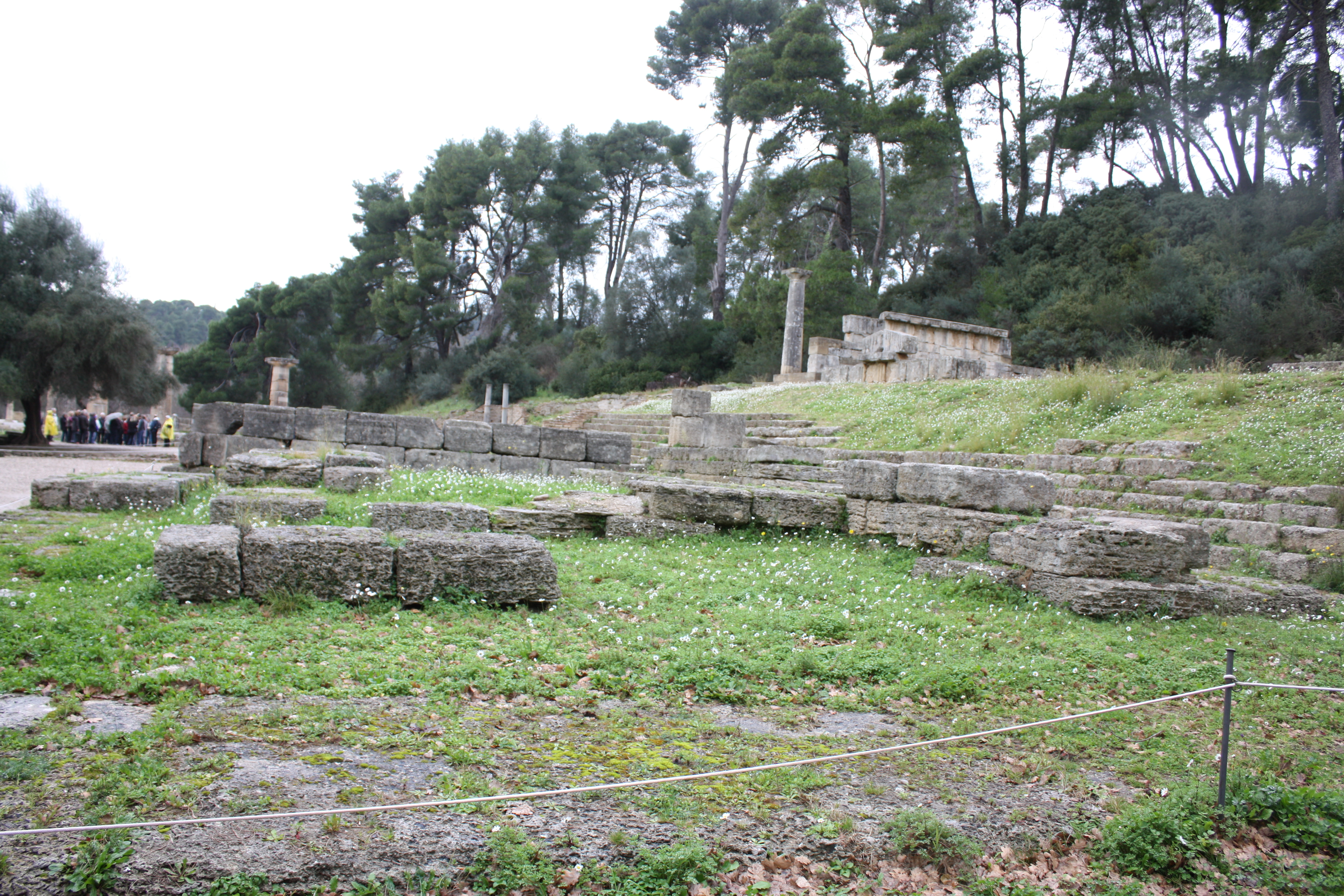
Die Überreste des Metroons 2010

Das Metroon wurde schon in der Antike offenbar durch ein Erdbeben schwer beschädigt und daher renoviert. Spätestens seit dieser Renovierung hatte der Tempel eine Holzdecke; ob er ursprünglich überhaupt bedeckt war, ist nicht bekannt. Am Geisonrest sind deutliche Spuren einer Abarbeitung festzustellen, die wohl auf diese Renovierung zurückgehen, außerdem konnte festgestellt werden, dass im Zuge der Reparaturen eine Putzschicht aufgetragen wurde. Vielleicht wurden damals auch die Innensäulen erneuert. Nach der Renovierung waren auch die Platten, mit denen die Metopenfelder geschmückt gewesen waren, sowie die Giebelfiguren nicht mehr am Tempel vorhanden, woraus man schließen kann, dass dieser Gebäudeschmuck so schwer zerstört war, dass nur noch eine Entfernung geboten schien. Eine liegende Jünglingsfigur, die als Dionysos gedeutet wurde und bei Ausgrabungen im Prytaneion gefunden wurde, könnte einst eine Giebelfigur des Metroons gewesen sein und im Prytaneion weiterverwendet worden sein.
Datieren lässt sich die Renovierung des Metroons möglicherweise durch eine Inschrift auf einem Architravstein, die sich offenbar auf Kaiser Augustus bezieht. Dieser wird als σεβαστός, das griechische Synonym für das lateinische „pius“, bezeichnet, aber noch nicht divinisiert, woraus sich die Zeitspanne zwischen 27 vor und 14 nach Christus ergibt. Das alte Standbild der Göttermutter dürfte ebenfalls zu dieser Zeit durch die Statuen römischer Kaiser ersetzt worden sein, die Pausanias bei seinem Besuch in Olympia im Inneren des Tempels vorfand. Bei den Ausgrabungen gegen Ende des 19. Jahrhunderts konnten zunächst die Überreste einer Claudius- und einer Titusstatue identifiziert werden, es folgten Deutungen weiterer Statuen als ein Bildnis der Agrippina minor und eine Kolossalstatue des Augustus. Schließlich kam man zu dem Schluss, es handele sich bei der Kolossalstatue tatsächlich um Augustus, bei den anderen sechs um die Paare Claudius und Agrippina minor, Titus und Iulia Titi und Domitian und Domitia. Der Archäologe Georg Treu, der die z. T. kopflosen Statuen mit diesen Identitäten versehen hatte, war davon ausgegangen, dass diese Figuren einfach in zeitlicher Reihenfolge nach und nach aufgestellt wurden, bis der Platz im Tempel zu knapp für die Aufstellung weiterer Statuen geworden war. Erika Schmidt dagegen hielt die Statuen für eine einheitliche Gruppe aus flavischer Zeit und deutete sie teilweise gegenüber Treus Interpretation um. Laut Schmidt waren in der Gruppe Vespasian und die beiden Flaviae Domitillae vertreten. Weitere Überlegungen zu der Identität der Dargestellten veröffentlichten etwa Hans-Joachim Kruse, Werner Gauer, Shelley Stone und Renate Bol sowie Konrad Hitzl, der konstatierte: „Wie man sieht, ist der Spielraum zur Bestimmung der Statuengruppe des Metroon nicht sehr groß und läßt dennoch eine Fülle von Deutungsmöglichkeiten zu.“
Im 3. Jahrhundert n. Chr. wurde das Metroon großenteils abgetragen, um Baumaterial für eine Festungsmauer zu gewinnen. Diese hielt man wegen des Einfalls der Heruler für notwendig; offenbar erreichten diese Olympia jedoch nicht. Die Blöcke aus dem Metroon wurden in der nördlichen und östlichen Festungsmauer verbaut und konnten später von Archäologen dort geortet und wieder herausgelöst werden.

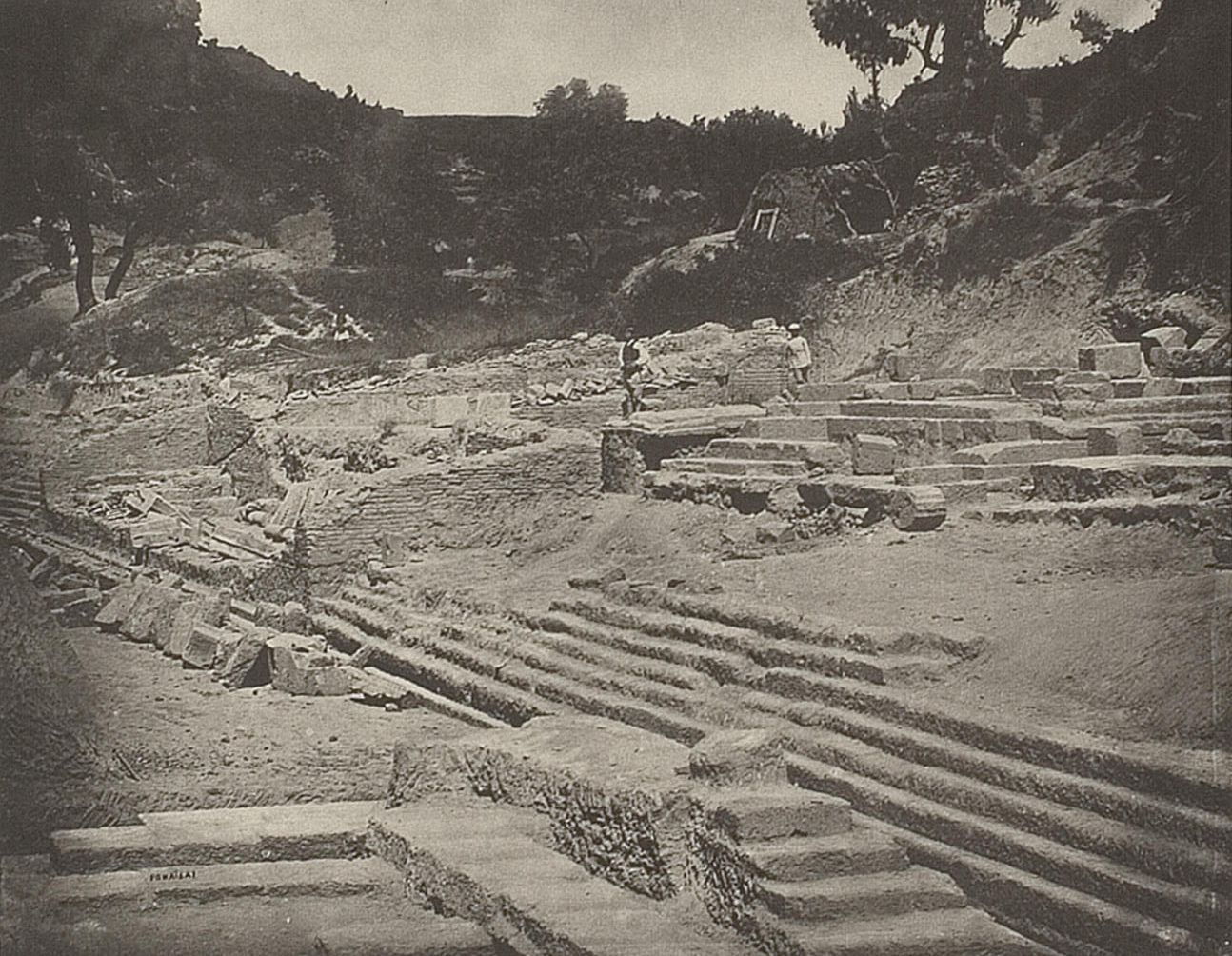
Aufnahme aus der Zeit der Ausgrabung. Im Vordergrund die Nordwestecke des Metroon-Stylobats

Der Bericht des Pausanias im fünften Buch seiner Beschreibung Griechenlands lenkte die Archäologen im 19. Jahrhundert an die richtige Stelle, um die Überreste des Metroons auszugraben. Im Mai 1878 wurden sie fündig.

## Befunde
Das Metroon wurde aus Muschelkalk errichtet. Für das Stylobat wurden Ausmaße von 10,62 auf 20,67 Meter ermittelt; die dreischiffige Cella war 6,30 Meter lang und 5,15 Meter breit. Für die Säulen wird eine Höhe von 4,63 Metern angenommen. Vom Giebelfries stammt vermutlich die oben erwähnte 90 Zentimeter hohe Dionysosstatue aus parischem Marmor. Das Kultbild ist offenbar nicht erhalten geblieben, dürfte aber den Maßen des Tempels entsprechend eher bescheiden bemessen gewesen sein.
Erhalten geblieben sind dagegen Teile des Fundaments des Metroons sowie einige weitere Reste, aus denen sich Rückschlüsse über die Gestalt des Gebäudes ziehen lassen, etwa Überreste des Stylobats an der Nordwestecke des Tempels, aus denen das Säulenverhältnis 6:11 und die Normaljochweite von 2,01 Metern erschlossen werden konnte. Die äußeren Säulen hatten einen Durchmesser von 0,85 Metern unten und 0,65 Metern oben. Ein Überrest des Eckgeisons gab Auskunft über die Giebelneigung bzw. die Giebelhöhe, die etwa 1,20 Meter betragen hat. Altar und Eingang befanden sich, entgegen dem allgemeinen Brauch, auf der Westseite des Tempels statt auf der Ostseite. Möglicherweise wurde diese ungewöhnliche Anordnung gewählt, weil der Altar schon früher vorhanden war und der Tempel nachträglich entsprechend den räumlichen Gegebenheiten errichtet wurde. Vielleicht aber befand sich auch ein Altar schon weiter nördlich, wo ein Tempel auf dem terrassenartigen Gelände keinen Platz gefunden hätte. Das Metroon wäre dann südlich des eigentlichen Altars, aber in dessen unmittelbarer Nähe, errichtet worden.

## Datierung
Als Terminus ante quem wurde unter anderem schon von Wilhelm Dörpfeld die Aufstellung der ersten Zanes im Jahr 388 v. Chr. angeführt. Die Basen dieser Sühnestatuen des Zeus, die von Athleten finanziert werden mussten, die man des Betrugs überführt hatte, fanden sich zwischen dem Metroon und dem Eingang zum Stadion; ihre Platzierung könnte also von der des Tempels abhängig gewesen sein. Konrad Hitzl wies allerdings 1991 darauf hin, dass auch der umgekehrte Fall denkbar ist: „Das [...] Argument der Rücksichtnahme bei der Aufstellung der Zanes-Basen auf das Metroon besitzt keine Gültigkeit, da mit der gleichen Logik behauptet werden kann, der Tempel orientiere sich deutlich an den älteren Zanes und müsse somit jünger sein.“ Hitzl, der auch weitere Datierungsversuche diskutierte, neigte eher der Ansicht zu, das Metroon könne schon gegen Ende des 5. Jahrhunderts v. Chr. errichtet worden sein, als Elis noch nicht durch Sparta geschwächt war.